# Everyday Demons
Everyday Demons è il secondo album studio della Rock band The Answer. È stato pubblicato il 2 marzo 2009 nel Regno Unito e il 31 marzo negli Stati Uniti.
L'album entra nella Official Albums Chart in 25ª posizione, il 28 gennaio 2009 sbarca invece su Internet.
L'edizione speciale con 2 CD di Everyday Demons include un intero concerto registrato allo Shibuya-AX di Tokyo, il 27 marzo 2007.

## Brani
- CD 1

1. Demon Eyes - 4:08
2. Too Far Gone - 4:03
3. On And On - 3:37
4. Cry Out - 5:08
5. Why'd You Change Your Mind - 4:52
6. Pride - 3:51
7. Walkin' Mat - 4:11
8. Tonight - 3:42
9. Dead Of The Night - 3:16
10. Comfort Zone - 4:43
11. Evil Man - 4:35
12. Highwater Or Hell (Japanese Bonus track)
13. Revolutions (Bonus track)

- CD 2 (LIVE allo Shibuya-AX di Tokyo, il 27 marzo 2007)

1. Come Follow Me
2. No Questions Asked
3. Doctor
4. Never Too Late
5. Keep Believin'
6. Always
7. Sometimes Your Love
8. Under the Sky
9. Preachin'
10. Into the Gutter
11. Sweet Emotion
12. Memphis Water
13. Be What You Want
14. Moment/Jam

## Formazione
- Cormac Neeson - voce
- Paul Mahon - chitarra
- Micky Waters - basso
- James Heatley - batteria